# Albert Švajcer
Albert Švajcer (Kajzersberg, 14. januar 1875 — Lambarene, 4. septembar 1965) bio je alzaško-nemački ljekar, protestantski teolog, filozof i muzičar.
Studirao je teologiju, filozofiju u Strazburu, Parizu i Berlinu. Bio je protestantski vikar i docent na protestantskom teološkom fakultetu u Strazburu. Istovremeno je započeo koncertnu i muzikološku delatnost revolucionarnom monografijom o Johanu Sebastianu Bahu i raspravom o gradnji orgulja.
Studirao je i medicinu, a kao ljekar misionar posvetio se humanitarnom radu u Francuskoj Ekvatorijalnoj Africi. Od 1913. do 1917. godine izradio je u Lambareneu tropsku bolnicu sa stacionarom za leprozne bolesnike. U prisnoj saradnji s lokalnim stanovništvom liječio je i suzbijao tropske bolesti, prosvijećivao, pomagao, pobijao rasne predrasude i kolonijalizam. Upozorio je na etičku vrijednost ljekarskog rada i dao uzoran primjer.
Kao muzički pisac doprineo je novoj interpretaciji Bahove muzike i inicirao, u gradnji orgulja, tzv. Alzašku reformu — pokret za obnovom tradicionalnih tipova orgulja.
Za njegov humanitarni rad dodijeljene su mu mnoge počasti i nagrade, među ostalima i Nobelova nagrada za mir 1952. godine.
Djela:
- Tajna spasenja i patnje
- J. S. Bah, muzičar-pesnik
- Nemačko i francusko umijeće gradnje orgulja
- Kultura i etika
- Pisma iz bolnice

memoari:
- Između vode i prašume

autobiografska djela:
- Iz mog detinjstva i mladenačkog doba
- Iz mog života i mišljenja